# White Patch
White Patch är en ort i Australien. Den ligger i regionen Moreton Bay och delstaten Queensland, i den östra delen av landet, 1 000 km norr om huvudstaden Canberra. Orten hade 142 invånare år 2016.
Närmaste större samhälle är Caboolture, 18,5 km väster om White Patch. 